# Unión Deportiva Sevillana
La Unión Deportiva Sevillana, conocida como La Sevillana, fue un club de fútbol español fundado en Tánger, cuando Marruecos formaba parte del Protectorado español. El club desapareció en 1956 tras la independencia de Marruecos. Los fundadores del club eran españoles, vecinos de la calle Sevilla.
Hasta la independencia, la competición de fútbol en el norte de Marruecos estaba dirigida por la Liga Española de Fútbol. En Marruecos había otros equipos de origen español, como el Fútbol Club Iberia, la Unión Tangerina, la Unión Deportiva España o el Club Atlético Tetuán.